# Campeonato de España Femenino 1961
El Campeonato de España Femenino 1961 corresponde a la 9.ª edición de dicho torneo. Se celebró entre el 31 de mayo y el 4 de junio de 1961 en el Kursaal de San Sebastián. El campeón de la edición accede a la Copa de Europa 1961-62.

## Desarrollo
Los encuentros a disputar se llevarán a cabo en sesiones de tarde y noche y los equipos repartidos en dos grupos de a cuatro, competirán en una liguilla a una sola vuelta, en la que se clasificaron los doe equipos primeros de cada grupo, para luego enfrentarse al primero de cada uno contra el segundo del otro.
Se criticó a los árbitros castellanos, aragoneses y guipuzcoanos, reclamando la presencia de colegiados catalanes, dada la presencia de equipos del mismo territorio.

## Fase de grupos
Los partidos de esta fase se jugaron los días 31 de mayo y 1 y 2 de junio de 1961.

### Grupo A
| Pos. | Equipo                            | PJ | G | P | PF  | PC | DP  | Pts | Clasificación o descenso   |   | DIM   | PIC   | STA   | SSE   |
| ---- | --------------------------------- | -- | - | - | --- | -- | --- | --- | -------------------------- | - | ----- | ----- | ----- | ----- |
| 1    | Royce-Dimar Valencia              | 1  | 1 | 0 | 44  | 43 | +1  | 2   | Clasifican a la Fase final |   | —     | –     | ND    | –     |
| 2    | Picadero J. C.                    | 3  | 2 | 1 | 117 | 90 | +27 | 5   | Clasifican a la Fase final |   | 43–44 | —     | 32–17 | 44–23 |
| 3    | Standard de Madrid                | 2  | 0 | 2 | 40  | 62 | −22 | 2   |                            |   | ND    | –     | —     | –     |
| 4    | Sección Femenina de San Sebastián | 2  | 1 | 1 | 55  | 61 | −6  | 3   |                            | – | –     | 32–17 | —     |       |

 Fuente: Mundo Deportivo
Notas:
1. 1 2 3  Se desconoce la clasificación final por falta de resultados, simplemente se sabe que los dos primeros son los que corresponden y en el orden que indicado.

### Grupo B
| Pos. | Equipo                      | PJ | G | P | PF  | PC  | DP  | Pts | Clasificación o descenso   |   | COR | CRE   | COT   | GRA   |
| ---- | --------------------------- | -- | - | - | --- | --- | --- | --- | -------------------------- | - | --- | ----- | ----- | ----- |
| 1    | Medina La Coruña            | 3  | 3 | 0 | 94  | 80  | +14 | 6   | Clasifican a la Fase final |   | —   | 40–30 | 31–29 | 23–21 |
| 2    | CREFF Madrid                | 2  | 1 | 1 | 74  | 83  | −9  | 3   | Clasifican a la Fase final |   | –   | —     | 44–43 | –     |
| 3    | Cottet Barcelona            | 3  | 1 | 2 | 142 | 104 | +38 | 4   |                            |   | –   | –     | —     | 70–29 |
| 4    | Sección Femenina de Granada | 2  | 0 | 2 | 50  | 93  | −43 | 2   |                            | – | ND  | –     | —     |       |

 Fuente: Mundo Deportivo
Notas:
1. 1 2  Se desconoce la clasificación final por falta de resultados, simplemente se sabe que los dos primeros son los que corresponden y en el orden que indicado.

## Fase final
|  | Semifinales          | Semifinales          | Semifinales      |                  |              | Final                | Final                | Final        |  |
|  | 3 de junio           | 3 de junio           | 3 de junio       |                  |              | 4 de junio           | 4 de junio           | 4 de junio   |  |
|  |                      |                      |                  |                  |              |                      |                      |              |  |
|  |                      |                      |                  |                  |              |                      |                      |              |  |
|  | Royce-Dimar Valencia | Royce-Dimar Valencia | ND               |                  |              |                      |                      |              |  |
|  | Royce-Dimar Valencia | Royce-Dimar Valencia | ND               |                  |              |                      |                      |              |  |
|  | CREFF Madrid         | CREFF Madrid         | ND               |                  |              |                      |                      |              |  |
|  | CREFF Madrid         | CREFF Madrid         | ND               |                  | CREFF Madrid | CREFF Madrid         | 22                   |              |  |
|  |                      |                      |                  |                  | CREFF Madrid | CREFF Madrid         | 22                   |              |  |
|  |                      |                      | Medina La Coruña | Medina La Coruña | 27           |                      |                      |              |  |
|  | Medina La Coruña     | Medina La Coruña     | Medina La Coruña | Medina La Coruña | 27           | 26                   |                      |              |  |
|  | Medina La Coruña     | Medina La Coruña     |                  |                  |              | 26                   |                      |              |  |
|  | Picadero J. C.       | Picadero J. C.       | 24               |                  |              | Tercer lugar         | Tercer lugar         | Tercer lugar |  |
|  | Picadero J. C.       | Picadero J. C.       | 24               |                  |              | Tercer lugar         | Tercer lugar         | Tercer lugar |  |
|  |                      |                      |                  |                  |              |                      |                      |              |  |
|  |                      |                      |                  |                  |              | Royce-Dimar Valencia | Royce-Dimar Valencia | 34           |  |
|  |                      |                      |                  |                  |              | Royce-Dimar Valencia | Royce-Dimar Valencia | 34           |  |
|  |                      |                      |                  |                  |              | Picadero J. C.       | Picadero J. C.       | 44           |  |
|  |                      |                      |                  |                  |              | Picadero J. C.       | Picadero J. C.       | 44           |  |
|  |                      |                      |                  |                  |              |                      |                      |              |  |

### Final
| 4 de junio de 1961 | CREFF Madrid                      | 22–27       | Medina La Coruña          |                                                          |  |
|                    | Marcador por tiempos: 2–10, 20–17 |             |                           |                                                          |  |
|                    | Estadísticas Díaz 7               | Reporte Pts | Estadísticas Paz Gómez 11 | Pabellón: Kursaal, San Sebastián Árbitros: Soriano, Luis |  |

| Ganadoras del Campeonato de España Femenino 1961 |
| ------------------------------------------------ |
| Medina La Coruña 1º título                       |